# 固有速度

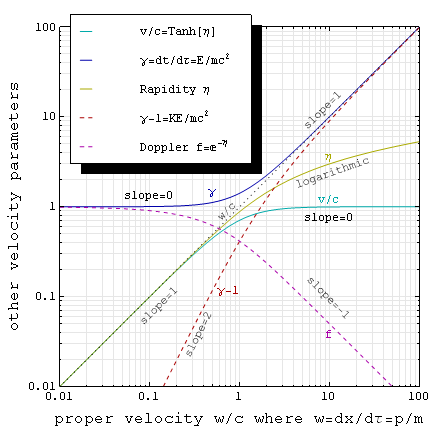
固有速度w/c與以下參數的雙對數圖：勞侖茲因子γ（藍色）、v/c（青色）、快度η（黃色）。注意到w/c在低速度下與v/c貼合，而在高速度下與γ貼合。紅色虛線為γ − 1 (動能K/mc^{2})，而洋紅色虛線為相對論性都卜勒因子。

相對論中，固有速度（英語：Proper velocity，也稱作Celerity）是在速度以外可用來測量運動的物理量。相對於一位觀察者的速度是每單位時間的距離，其中距離與時間都是由該觀察者所測量，即v = dx/dt；相對於該觀察者的固有速度，則是觀察者測量的距離除以受觀察的移動物體所攜帶的時鐘所經過的時間（原時τ），即w = dx/dτ。從固有速度的定義也可看出：固有速度是四維速度的三維空間分量。
在低速度情形下，固有速度與速度相等；然而在高速度的情形（接近光速c），採用固有速度來描述運動現象反而能保有原先牛頓力學中使用速度的數學形式。舉例來說，固有速度等於每單位質量下的動量，在任何速率下皆成立，因此沒有上限。如同右圖所顯示，在高速度下，固有速度也與移動物體的能量呈正比。
固有速度w = dx/dτ是（座標）速度v = dx/dt與勞侖茲因子γ = dt/dτ的乘積。對於單方向運動來說，固有速度也與快度 η呈簡單關係式：
{\displaystyle \eta =\sinh ^{-1}{\frac {w}{c}}=\tanh ^{-1}{\frac {v}{c}}=\pm \cosh ^{-1}\gamma }。